# Abierto Mexicano de Tenis 1998 - Qualificazioni singolare
Le qualificazioni del singolare dell'Abierto Mexicano de Tenis 1998 sono state un torneo di tennis preliminare per accedere alla fase finale della manifestazione. I vincitori dell'ultimo turno sono entrati di diritto nel tabellone principale. In caso di ritiro di uno o più giocatori aventi diritto a questi sono subentrati i lucky loser, ossia i giocatori che hanno perso nell'ultimo turno ma che avevano una classifica più alta rispetto agli altri partecipanti che avevano comunque perso nel turno finale.
Le qualificazioni del torneo prevedevano 32 partecipanti di cui 4 sono entrati nel tabellone principale.

## Teste di serie
1. Younes El Aynaoui (Qualificato)
2. Jordi Burillo (Qualificato)
3. Hernán Gumy (secondo turno)
4. Sebastián Prieto (ultimo turno)

1. Emilio Benfele Álvarez (primo turno)
2. Adriano Ferreira (secondo turno)
3. Luis Morejon (primo turno)
4. Nicolás Massú (ultimo turno)

## Qualificati
1. Younes El Aynaoui
2. Jordi Burillo

1. Xavier Malisse
2. Mariano Hood

## Tabellone

### Legenda
| - Q = Qualificato - WC = Wild card - LL = Lucky loser | - ALT = Alternate - SE = Special Exempt - PR = Protected Ranking | - w/o = Walkover - r = Ritirato - d = Squalificato |

### Sezione 1
|  | Primo turno | Primo turno             | Primo turno             | Primo turno | Primo turno |  |  | Secondo turno | Secondo turno     | Secondo turno     | Secondo turno | Secondo turno |   |   | Ultimo turno | Ultimo turno      | Ultimo turno      | Ultimo turno | Ultimo turno |  |
|  |             |                         |                         |             |             |  |  |               |                   |                   |               |               |   |   |              |                   |                   |              |              |  |
|  | 1           | Younes El Aynaoui       | Younes El Aynaoui       | 6           | 6           |  |  |               |                   |                   |               |               |   |   |              |                   |                   |              |              |  |
|  |             | Joan Balcells           | Joan Balcells           | 3           | 2           |  |  | 1             | Younes El Aynaoui | Younes El Aynaoui | 6             | 6             |   |   |              |                   |                   |              |              |  |
|  |             | Bernardo Martínez       | 2                       | 6           | 7           |  |  |               | Bernardo Martínez | Bernardo Martínez | 2             | 2             |   |   |              |                   |                   |              |              |  |
|  |             | Juan Carlos Ferrero     | 6                       | 4           | 6           |  |  |               |                   |                   |               |               |   |   | 1            | Younes El Aynaoui | Younes El Aynaoui | 6            | 6            |  |
|  |             | Daniel Langre           | Daniel Langre           | 6           | 6           |  |  |               |                   | 8                 | Nicolás Massú | Nicolás Massú | 1 | 4 |              |                   |                   |              |              |  |
|  |             | Rogelio Guerrero-Garcia | Rogelio Guerrero-Garcia | 2           | 4           |  |  |               | Daniel Langre     | Daniel Langre     | 1             | 3             |   |   |              |                   |                   |              |              |  |
|  | 8           | Nicolás Massú           | 2                       | 7           | 6           |  |  | 8             | Nicolás Massú     | Nicolás Massú     | 6             | 6             |   |   |              |                   |                   |              |              |  |
|  |             | Victor Romero           | 6                       | 5           | 2           |  |  |               |                   |                   |               |               |   |   |              |                   |                   |              |              |  |

### Sezione 2
|  | Primo turno | Primo turno           | Primo turno         | Primo turno | Primo turno |  |  | Secondo turno | Secondo turno         | Secondo turno         | Secondo turno   | Secondo turno   |   |   | Ultimo turno | Ultimo turno  | Ultimo turno  | Ultimo turno | Ultimo turno |  |
|  |             |                       |                     |             |             |  |  |               |                       |                       |                 |                 |   |   |              |               |               |              |              |  |
|  | 2           | Jordi Burillo         | Jordi Burillo       | 6           | 6           |  |  |               |                       |                       |                 |                 |   |   |              |               |               |              |              |  |
|  |             | Ruben Fernandez-Gil   | Ruben Fernandez-Gil | 3           | 3           |  |  | 2             | Jordi Burillo         | Jordi Burillo         | 6               | 6               |   |   |              |               |               |              |              |  |
|  |             | Victor Sendin-Huelves | 2                   | 7           | 6           |  |  |               | Victor Sendin-Huelves | Victor Sendin-Huelves | 4               | 2               |   |   |              |               |               |              |              |  |
|  |             | David Sánchez         | 6                   | 5           | 1           |  |  |               |                       |                       |                 |                 |   |   | 2            | Jordi Burillo | Jordi Burillo | 6            | 6            |  |
|  |             | Enrique Abaroa        | Enrique Abaroa      | 6           | 6           |  |  |               |                       |                       | Mariano Sánchez | Mariano Sánchez | 3 | 4 |              |               |               |              |              |  |
|  |             | Rodrigo Echagaray     | Rodrigo Echagaray   | 4           | 2           |  |  |               | Enrique Abaroa        | Enrique Abaroa        | 2               | 3               |   |   |              |               |               |              |              |  |
|  |             | Mariano Sánchez       | Mariano Sánchez     | 6           | 6           |  |  |               | Mariano Sánchez       | Mariano Sánchez       | 6               | 6               |   |   |              |               |               |              |              |  |
|  | 7           | Luis Morejon          | Luis Morejon        | 1           | 2           |  |  |               |                       |                       |                 |                 |   |   |              |               |               |              |              |  |

### Sezione 3
|  | Primo turno | Primo turno            | Primo turno           | Primo turno | Primo turno |  |  | Secondo turno | Secondo turno  | Secondo turno | Secondo turno  | Secondo turno  |   |   | Ultimo turno | Ultimo turno | Ultimo turno | Ultimo turno | Ultimo turno |  |
|  |             |                        |                       |             |             |  |  |               |                |               |                |                |   |   |              |              |              |              |              |  |
|  | 3           | Hernán Gumy            | Hernán Gumy           | 6           | 6           |  |  |               |                |               |                |                |   |   |              |              |              |              |              |  |
|  |             | Roberto Fernández      | Roberto Fernández     | 2           | 3           |  |  | 3             | Hernán Gumy    | 6             | 3              | 2              |   |   |              |              |              |              |              |  |
|  |             | Eric Taino             | Eric Taino            | 7           | 7           |  |  |               | Eric Taino     | 4             | 6              | 6              |   |   |              |              |              |              |              |  |
|  |             | Javier Gutierrez-Lima  | Javier Gutierrez-Lima | 6           | 5           |  |  |               |                |               |                |                |   |   |              | Eric Taino   | Eric Taino   | 2            | 5            |  |
|  |             | Luis Herrera           | 6                     | 4           | 6           |  |  |               |                |               | Xavier Malisse | Xavier Malisse | 6 | 7 |              |              |              |              |              |  |
|  |             | Marco Osorio           | 1                     | 6           | 4           |  |  |               | Luis Herrera   | 6             | 3              | 5              |   |   |              |              |              |              |              |  |
|  |             | Xavier Malisse         | 7                     | 3           | 6           |  |  |               | Xavier Malisse | 4             | 6              | 7              |   |   |              |              |              |              |              |  |
|  | 5           | Emilio Benfele Álvarez | 6                     | 6           | 2           |  |  |               |                |               |                |                |   |   |              |              |              |              |              |  |

### Sezione 4
|  | Primo turno | Primo turno        | Primo turno        | Primo turno | Primo turno |  |  | Secondo turno | Secondo turno      | Secondo turno      | Secondo turno | Secondo turno |   |   | Ultimo turno | Ultimo turno     | Ultimo turno | Ultimo turno | Ultimo turno |  |
|  |             |                    |                    |             |             |  |  |               |                    |                    |               |               |   |   |              |                  |              |              |              |  |
|  | 4           | Sebastián Prieto   | Sebastián Prieto   | 6           | 6           |  |  |               |                    |                    |               |               |   |   |              |                  |              |              |              |  |
|  |             | Alain Lemaitre     | Alain Lemaitre     | 4           | 4           |  |  | 4             | Sebastián Prieto   | Sebastián Prieto   | 7             | 6             |   |   |              |                  |              |              |              |  |
|  |             | Thomas Schiessling | Thomas Schiessling | 6           | 7           |  |  |               | Thomas Schiessling | Thomas Schiessling | 6             | 0             |   |   |              |                  |              |              |              |  |
|  |             | Doug Flach         | Doug Flach         | 0           | 5           |  |  |               |                    |                    |               |               |   |   | 4            | Sebastián Prieto | 1            | 7            | 2            |  |
|  |             | Mariano Hood       | Mariano Hood       | 6           | 6           |  |  |               |                    |                    | Mariano Hood  | 6             | 6 | 6 |              |                  |              |              |              |  |
|  |             | Daniel Orsanic     | Daniel Orsanic     | 1           | 2           |  |  |               | Mariano Hood       | 2                  | 7             | 6             |   |   |              |                  |              |              |              |  |
|  | 6           | Adriano Ferreira   | Adriano Ferreira   | 6           | 6           |  |  | 6             | Adriano Ferreira   | 6                  | 6             | 4             |   |   |              |                  |              |              |              |  |
|  |             | Ernesto Ponce      | Ernesto Ponce      | 4           | 4           |  |  |               |                    |                    |               |               |   |   |              |                  |              |              |              |  |